# 胡騰鳳
胡騰鳳，一作胡廷鳳，本籍江南含山，吏員出身，是中國清朝官員，於1693年上任澎湖巡檢，隸屬於台灣道台灣府，為台灣清治時期的地方官員，該官職主要從事澎湖之管理事務。